# Jane Muus
Mary Jane Crafoord Muus (født 10. juni 1919 i Odder, død 12. juli 2007) var en dansk grafiker, der især er kendt for sine bogillustrationer. Blandt disse kan f.eks. træsnit til Johannes V. Jensens Himmerlandshistorier i en udgave fra 1984 samt til Herman Bangs Ved Vejen i en udgave fra 1990. Hun var uddannet ved Kunstakademiet og debuterede i 1940 som 21-årig på Charlottenborgs Efterårsudstilling. Hun var formand for Danske Grafikere i perioden 1975-85, æresmedlem siden 1989. Hun modtog blandt andet Politikens Tegnerpris, Bogvennernes Tegnepris, Tagea Brandts Rejselegat, Eckersberg-Medaillen og Leo Estvads Legat.
Hun var datter af apoteker Laurits Tage Muus og Mary Jane Crefood, hun var tvilling med professor i fysik Laurits Tage Muus (1919-2002).